# The Silver Anniversary Collection
The Silver Anniversary Collection es una recopilación 2CD Inglés por la banda de hard rock Whitesnake , publicado en 2003. El álbum también cuenta con material en solitario por el líder de las bandas y cantante David Coverdale y el material de su colaboración con Jimmy Page . El álbum es la celebración del 25 aniversario de Whitesnake (de ahí el nombre de "plata"). En 2008 un álbum de compilación similar fue puesto en libertad, titulado The 30th Anniversary Collection,que tuvo 3 discos en vez de 2.

## Canciones

### Disco 1
1. "Fool for Your Loving"
2. "Don't Break My Heart Again"
3. "Hit an' Run"
4. "The Time Is Right for Love"
5. "Love Ain't No Stranger"
6. "Too Many Tears"
7. "Victim of Love" (David Coverdale)
8. "Judgment Day"
9. "Is This Love" (
10. "Take a Look at Yourself"
11. "Straight for the Heart"
12. "Now You're Gone"
13. "Looking for Love"
14. "Sailing Ships" (Live)
15. "Soldier of Fortune" (Live)
16. "Walking in the Shadow of the Blues" (Live)
17. "Ready an' Willing" (Live)

### Disco 2
1. "Into the LIGHT"
2. "Slow an' Easy"
3. "She Give Me"
4. "Shake My Tree"
5. "Guilty of Love"
6. "The Deeper the Love"
7. "Blindman"
8. "Love to Keep You Warm"
9. "Love Is Blind"
10. "Ain't Gonna Cry No More"
11. "Slave"
12. "Lonely Days, Lonely Nights"
13. "Give Me All Your Love"
14. "Till The Day I Die"
15. "Ain't No Love in the Heart of the City"
16. "Here I Go Again '87"
17. "Still of the Night"
18. "We Wish You Well" (David Coverdale)

- Datos: Q4353875